# 贝卢蒙蒂
贝卢蒙蒂是巴西阿拉戈斯州的一个市镇。总面积334.8平方公里，总人口6696人，人口密度20人/平方公里。